# E32 (Maleisië)

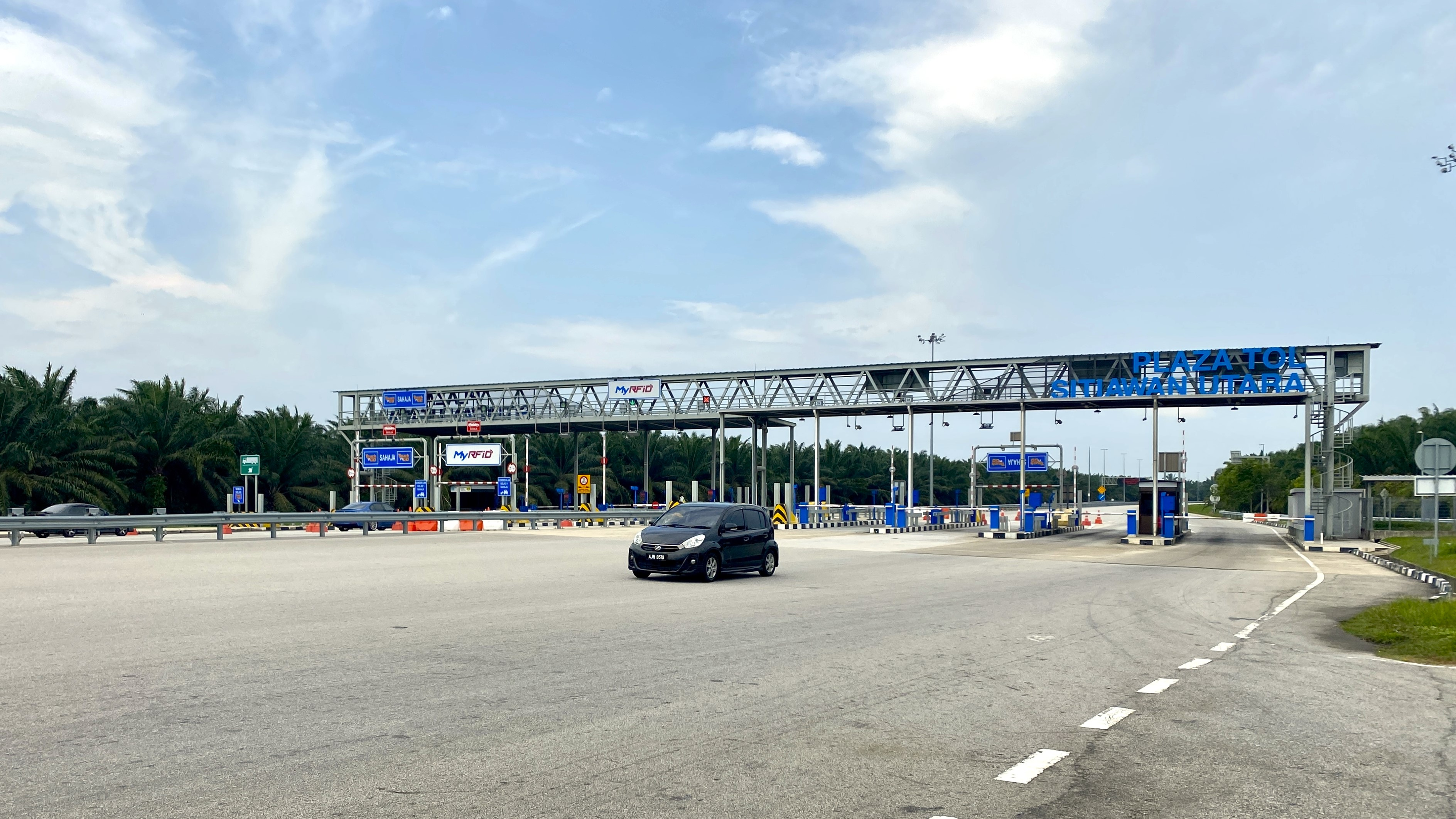
De E32

De E32 of Lebuhraya Pesisiran Pantai Barat (West Coast Expressway (WCE)) is een autosnelweg in Maleisië. De snelweg is 233 kilometer lang en loopt langs de westkust van West-Maleisië. Vier deelstukken werden al geopend sinds 2019: Beruas–Lekir, Teluk Intan–Hutan Melintang, Assam Jawa–Kapar, Kapar–Bukit Raja.
E1 ·
E2 ·
E3 ·
E4 ·
E5 ·
E6 ·
E7 ·
E8 ·
E9 ·
E10 ·
E11 ·
E12 ·
E13 ·
E14 ·
E15 ·
E16 ·
E17 ·
E18 ·
E19 ·
E20 ·
E21 ·
E22 ·
E23 ·
E24 ·
E25 ·
E26 ·
E27 ·
E28 ·
E29 ·
E30 ·
E31 ·
E32 ·
E33 ·
E35 ·
E36 ·
E37 ·
E38 ·
E39 ·